# Dhirapur
Dhirapur (nepalski: धिरापुर) – gaun wikas samiti w środkowej części Nepalu w strefie Dźanakpur w dystrykcie Mahottari. Według nepalskiego spisu powszechnego z 2001 roku liczył on 1330 gospodarstw domowych i 8213 mieszkańców (3931 kobiet i 4282 mężczyzn).